# New York State Athletic Commission
Die New York State Athletic Commission (NYSAC) ist ein Ausrichter von Box-, Martial-Arts- und Ringkämpfen, der 1963 die Gründung des Boxverbands World Boxing Council (WBC) unterstützte und seit 1979 keinen eigenen Boxweltmeister mehr führt. 
Die Organisation wurde im Jahr 1920 gegründet. Neben der NBA, die sich ein Jahr später gründete und 1962 in WBA umnannte, war die NYSAC der damals einzige bedeutende Weltverband im Profiboxen. Der Boxer, der diese beiden Gürtel gleichzeitig in einer Gewichtsklasse hielt, war unumstrittener Weltmeister in dieser Gewichtsklasse.